# Heidenkopf (Vogesen)
Der Heidenkopf (787 m) liegt zwischen dem Tal der Magel und dem Odilienberg westlich Klingenthal bei Ottrott im Unterelsass in den Vogesen. Auf seinem Gipfel befinden sich die Reste einer urkundlich nicht fassbaren Befestigung, die entgegen früheren Annahmen nicht prähistorischen, sondern mittelalterlichen Ursprungs ist. Die ins späte 13. oder frühe 14. Jahrhundert datierte Burganlage wurde wahrscheinlich vor ihrer Vollendung durch Blidenbeschuss zerstört.
Inmitten des Burgstalls errichtete der Vogesenclub im Jahr 1909 den 17 m hohen Mündel-Turm, einen Aussichtsturm, der nach Curt Mündel, dem Ehrenpräsidenten des Vogesenclubs, benannt ist. Für den Turmbau wurde Steinmaterial der abgegangenen Burg verwendet.

## Tourismus

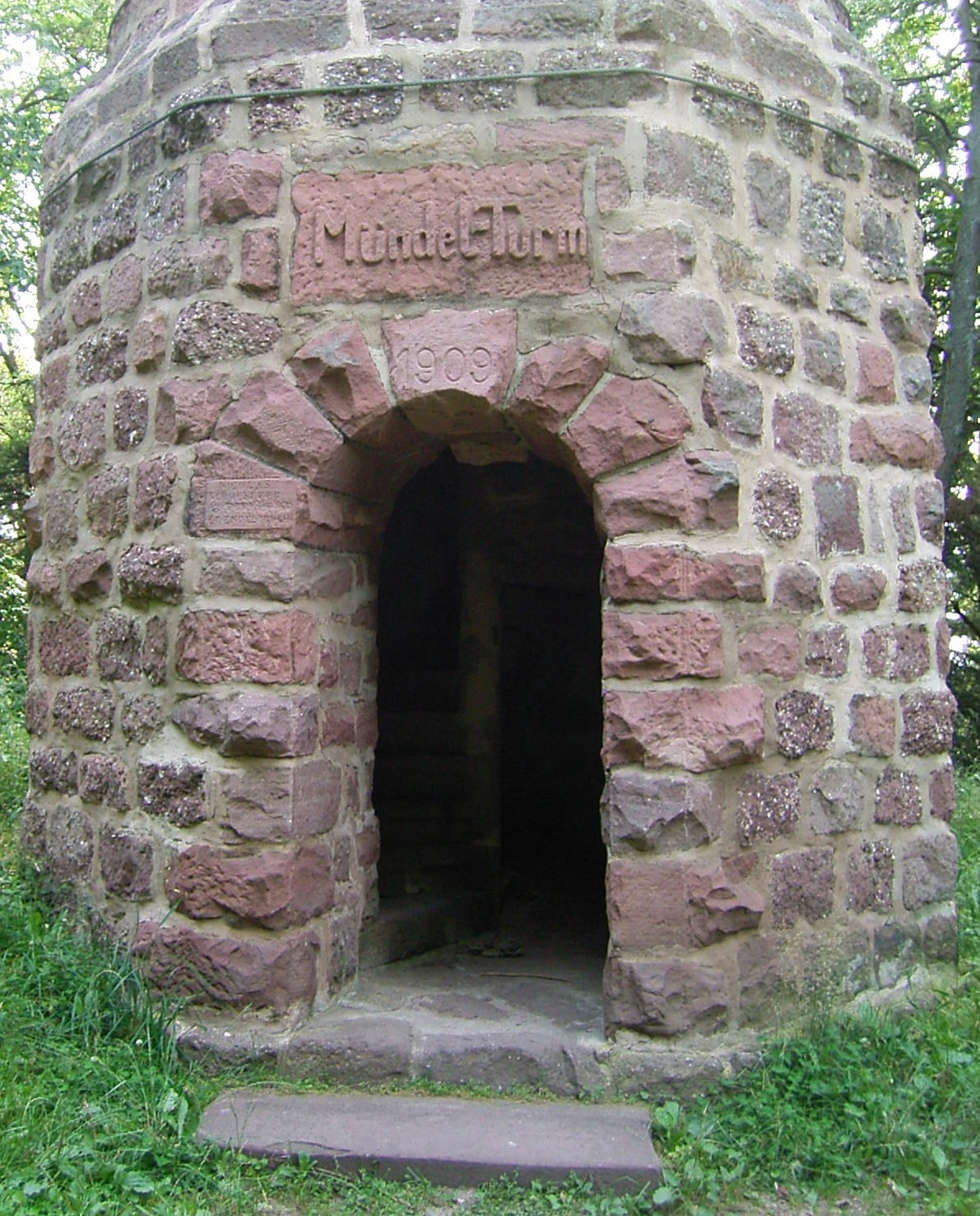
Eingang zum Mündel-Turm

Vom Heidenkopf aus bietet sich eine weite Sicht auf die elsässische Ebene, den Schwarzwald und auf die umliegenden Berge, insbesondere den Champ du Feu, den Donon, den Ungersberg und den Odilienberg sowie auf den Purpurkopf und die Burg Girbaden.